# سوسمار دیواری سیسیلی
سوسمار دیواری سیسیلی (نام علمی: Podarcis waglerianus) یکی از گونه‌های مارمولک از خانواده سوسماران راستین و بومی ایتالیا است و در سیسیل و جزایر اگادی وجود دارد. زیستگاه‌های طبیعی آن جنگل‌های معتدل، بوته‌زارهای معتدله، پوشش گیاهی بوته‌ای مدیترانه‌ای، مراتع معتدله، زمین‌های کشتی، مراتع و باغ‌های روستایی است. IUCN آن را یک گونه تهدیدشده نمی‌داند. سه زیرگونه از آن شناخته شده است:
- P. w. antoninoi
- P. w. marettimensis
- P. w. waglerianus